# Тоны
Тон — российский дворянский род.

## Описание герба
В лазурном поле радуга в перевязь влево, сопровождаемая в правом верхнем углу щита выходящим золотым с лицом солнцем, а в оконечности щита — серебряным муравейником, увенчанным золотым муравьём.
Щит увенчан дворянскими шлемом и короною. Нашлемник: золотое с лицом солнце. Намёт лазурный с золотом. Герб Тона внесён в Часть 11 Общего гербовника дворянских родов Всероссийской империи, стр. 149.

## Известные представители
Тон, Константин Андреевич — профессор Императорской Академии Художеств, коллежский советник, «во внимание к отличным дарованиям и заслугам его», в 1833 году награждён орденом св. Владимира 4 степени, а 17 марта 1844 года «пожалован ему с потомством диплом на дворянское достоинство».